# Nalewka miętowa
Nalewka miętowa – nalewka sporządzana na mięcie lub olejku miętowym. Jest uważana przez niektórych za lekarstwo na niestrawność i brak apetytu.